# بيراني (تشابهار)
بيراني (بالفارسية: بریانی) هي منطقة سكنية تقع في سيستان وبلوتشستان في إيران. يقدر عدد سكانها بـ 229 نسمة بحسب إحصاء 2016.